# Hippodameia (Lapithin)

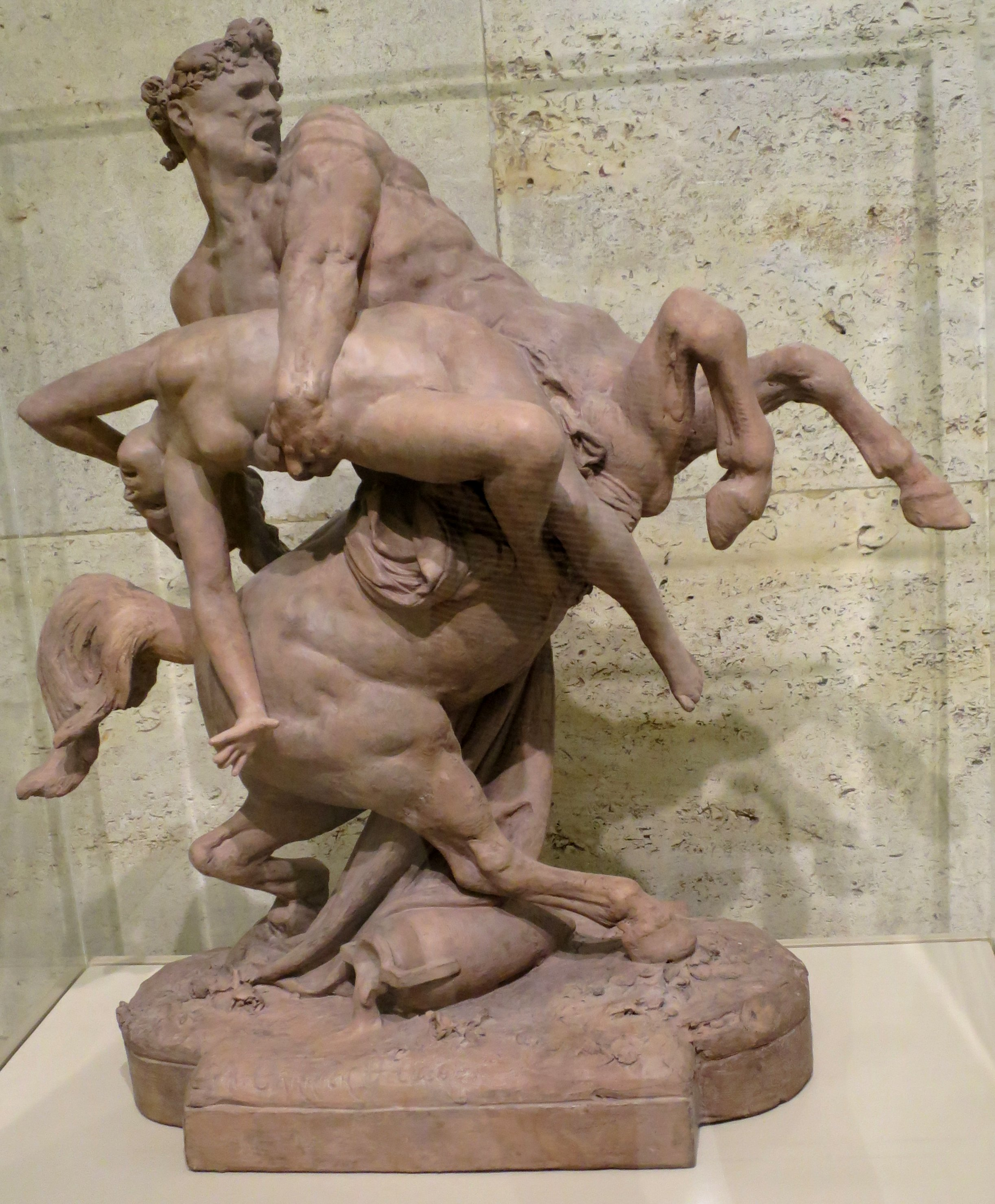
Carrier-Belleuse, Raub der Hippodameia, 1877

Hippodameia, auch Hippodamia (altgriechisch Ἱπποδάμεια Hippodámeia, deutsch ‚Pferdebändigerin‘, von ἵππος híppos, deutsch ‚Pferd‘ und dem Verb δαμάειν damáein, deutsch ‚bändigen‘), lateinisch und deutsch Hip'podamē, ist eine Frauengestalt der griechischen Mythologie. Ihr versuchter Raub durch die Kentauren war Anlass für den Endkampf der Lapithen gegen die Kentauren, die sogenannte Kentauromachie.

## Familie und Namen
Die Mutter der Hippodameia ist unbekannt. Ihr Vater war entweder Butes (Diodor) oder ein unbekannter Adrastos (Hyginus) oder, und das ist am geläufigsten, der Lapith Atrax (Ovid).
Erst Braut, dann Ehefrau des Peirithoos, hatte sie mit diesem einen Sohn, Polypoites, Befehlshaber der Lapithen vor Troja auf Seite der Griechen.
Sie hat auch andere Namen, bei Plutarch Deidameia; auf einem antiken Vasenbild aus Anzi di Basilicata Laodameia, siehe Abbildung unten; in einem Scholion zur Ilias wird sie Hippoboteia genannt bei Properz Ischomache.

## Mythos

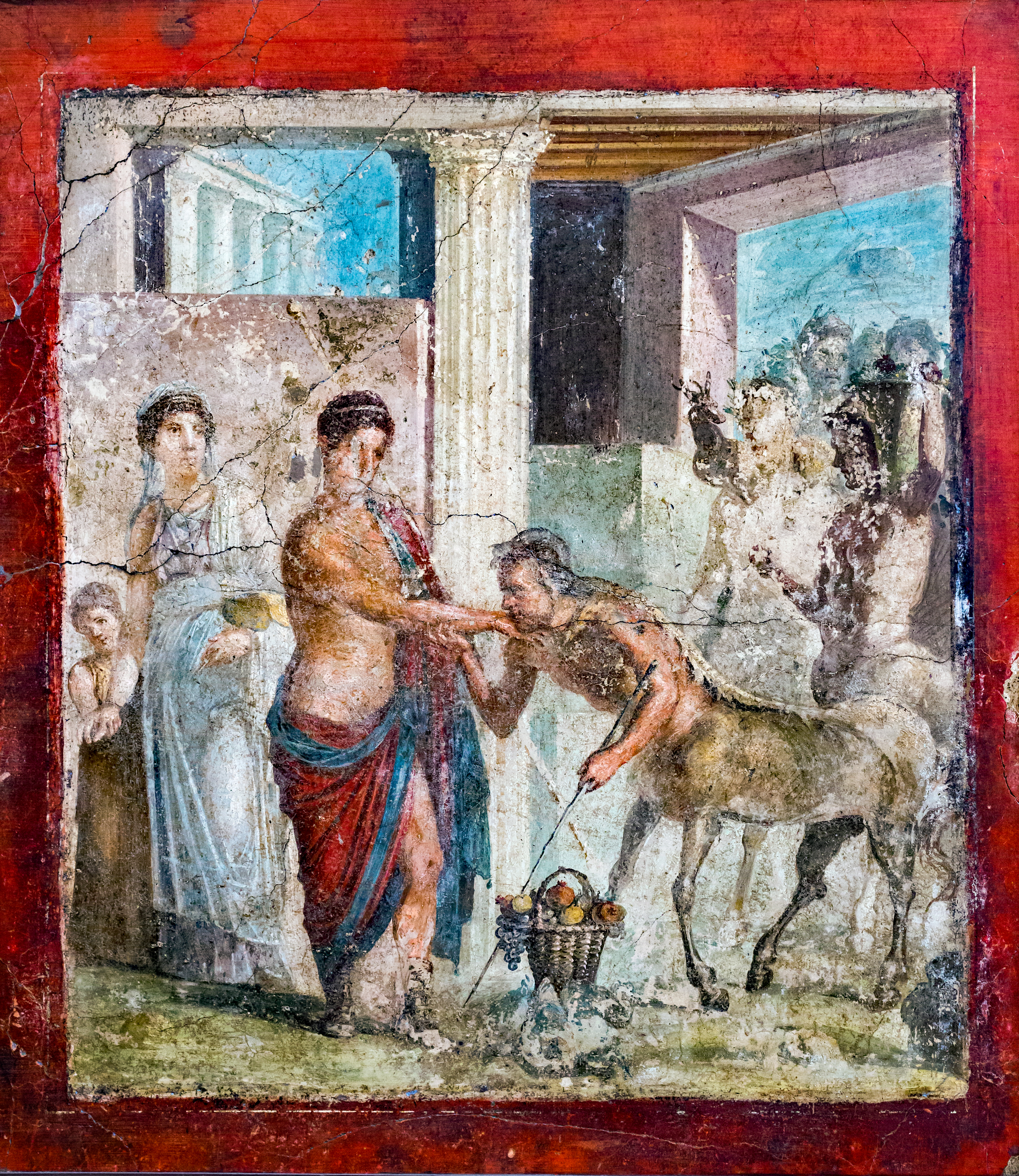
Peirithoos und Hippodamia empfangen die Zentauren bei seiner Hochzeit. Antikes Fresko aus Pompeji.

Die Quellen geben unterschiedliche Erzählungen. Sie stimmen darin überein, dass eine Hochzeit mit Peirithoos stattfand und betrunkene Kentauren die anwesenden Frauen bedrängten, wodurch es zum Kampf kam. Die heute maßgebenden Quellen sind Homer, Diodor und Ovid.

### Homer
Homer führt im 2. Buch der Ilias ihren Sohn Polypoites als Anführer der Lapithen im Schiffskatalog ein, gibt dazu eine Kurzfassung ihrer Familienverhältnisse und einen Hinweis zum Beginn der Kentauromachie:
„… Befehlshaber war Polypoites, der standhafte Kämpfer,

Sohn des Peirithoos – dessen Vater der ewige Zeus war;

ihn (Polypoites) empfing von Peirithoos Hippodameia, die edle,

an dem Tag, da er (Peirithoos) bestrafte die struppigen Tiere (Kentauren)

sie aus dem Pelion (Heimat der Kentauren) trieb und zu den Aithikern (Stamm in Thessalien) verdrängte.“
Homer nennt sie κλυτός klytós, deutsch ‚berühmt, herrlich, edel‘, wobei die Endung -os bei Homer auch als Femininum gebraucht wird.

### Diodor
Sie hatte einen Sohn und starb vor ihrem Mann: Peirithoos, Ixions Sohn, kam nach dem Tode seiner Gattin, Hippodameia, die ihm den Sohn Polypoites hinterlassen hatte, zu Theseus nach Athen.
Das Hochzeitsfest lief durch die Trunkenheit und sexuellen Übergriffe der Kentauren aus dem Ruder:
Peirithoos, der sich mit Hippodameia, Butes’ Tochter, vermählte, lud Theseus und die Kentauren zur Hochzeit ein; es heißt, dass sich die Betrunkenen (Kentauren) auf die eingeladenen Frauen stürzten und mit Gewalt (mit diesen) verkehrten (sie vergewaltigten).

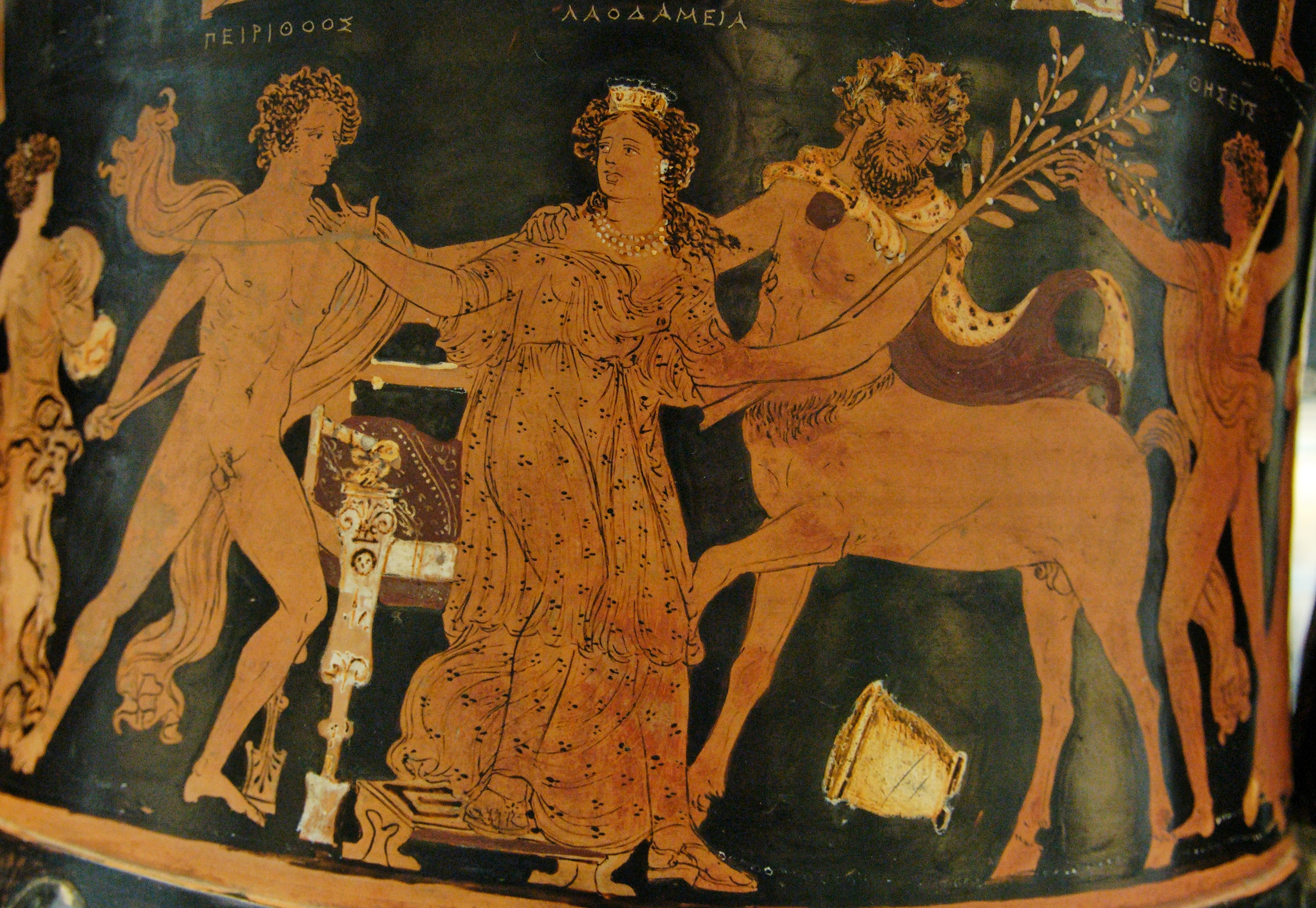
Anzi–Krater mit Peirithoos, Hippodameia, Kentaur, Theseus, 350 v. Chr.

### Ovid
Ovid malt den Mythos im 12. Buch seiner Metamorphosen aus und verbindet die überlieferten Varianten zu einer geschlossenen Erzählung.
Nachdem vor Troja Achill den Kyknos im Kampf erwürgt hatte (Vers 140–143), gibt es ein Siegesmahl (ab Vers 150), auf dem Nestor vom Übergriff des Kentauren Eurytion, bei Ovid zu Eurytus latinisiert, auf Hippodameia und dem sich daraus ergebenden Kampf erzählt, denn Nestor war mit Theseus selbst dabei: Peirithoos feierte Hochzeit mit Hippodameia und gestattete auch den Kentauren, am Hochzeitsmahl teilzunehmen (210–211). Als die Braut erscheint – vor anderen ausgezeichnet im Aussehen (praesignis facie) – preisen alle Gäste Peirithoos ob seiner glücklichen Wahl (212–218). Auch der betrunkene Kentaur Eurytos berauscht sich am Anblick der Braut, Prosaübersetzung:
Denn dir, Eurytus, wildester der wilden Kentauren, wie (dir) die Brust vom Wein erglühte, so entfachte (dich) der Anblick der Jungfrau, und die Trunkenheit, verdoppelt durch die Begierde, gewann die Oberhand.
Die Kentauren stürzen sich auf die anwesenden Frauen, wollen sie entführen (222–225). Eurytus ergreift Hippodameia, Prosaübersetzung:
Und sie, die Neuvermählte (Hippodameia), an den Haaren mit Gewalt ergriffen, wurde (von Eurytus) geraubt.
Die anwesenden Männer greifen ein und Theseus gelingt es, Hippodameia zurückzuerobern (225–231). Sie hat damit ihre Rolle im Mythos erfüllt, der Kampf ist eröffnet, es kommt zum blutigen Gemetzel mit den Kentauren.

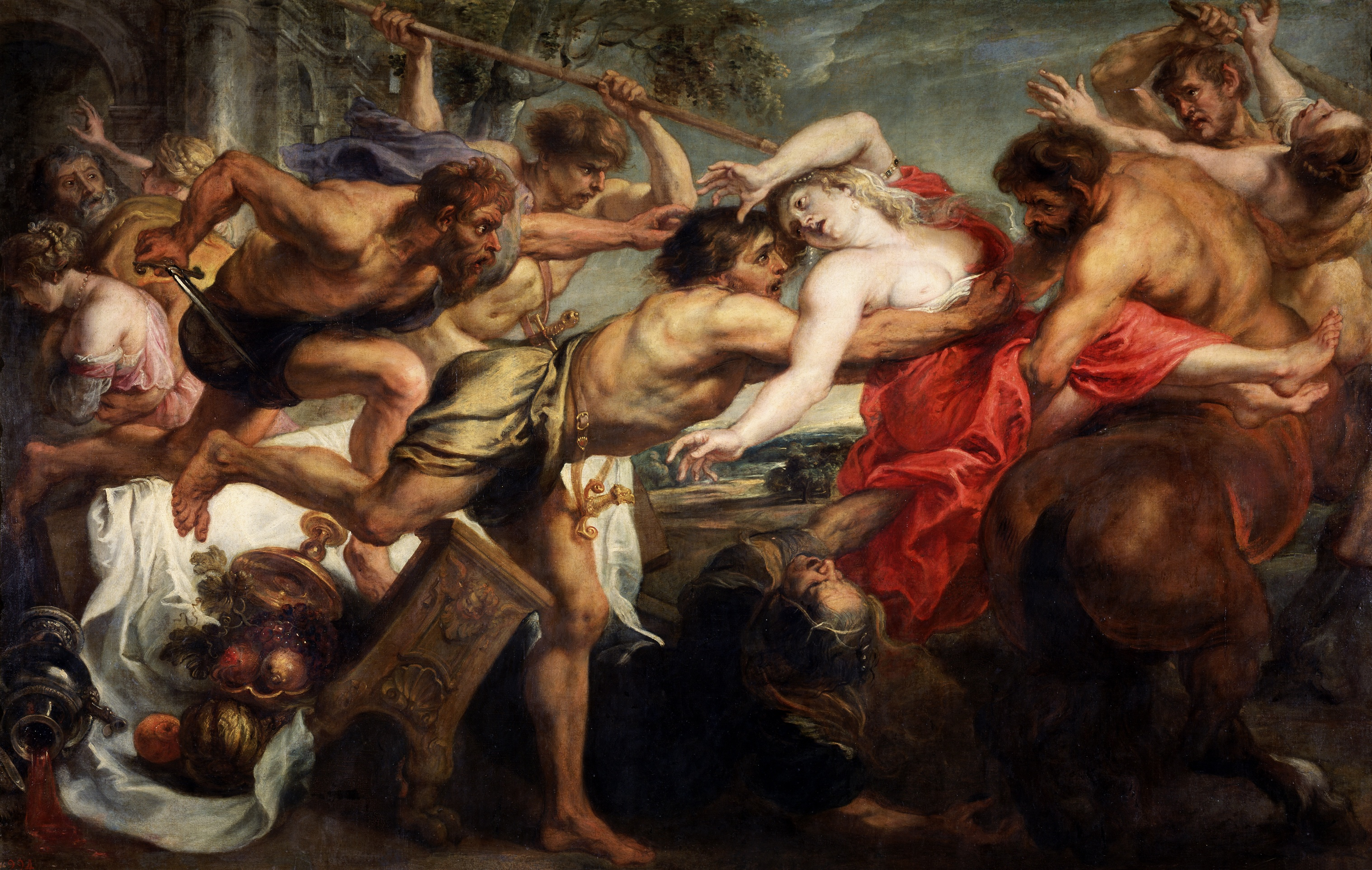
Rubens, Raub der Hippodame

## Rezeption
Das Thema Hippodameia und ihr Raub durch die Kentauren wurde in der europäischen Kunst oft aufgegriffen, anfangs in der Antike, später verstärkt in der Zeit des Barocks, im 17. bis 19. Jahrhundert; siehe Beispiele unten: Weblinks, Commons, Hippodameia.
- Albert-Ernest Carrier-Belleuse: Der Raub der Hippodameia, Plastik, Bronze (Staatliche Kunsthalle Karlsruhe), Terracotta (Columbus Museum of Art), 1877, siehe Artikel dazu in der Englischen Wikipedia und Abbildung am Artikelanfang.
- Jan Claudius de Cock: Zentaur entführt eine Frau – Eurytion und Hippodamia, Grafik, Feder in Braun und Graphit, 1688–1736, Herzog Anton Ulrich-Museum, Braunschweig, Kupferstichkabinett.
- Antonio Corradini: Raub der Hippodameia, Plastik, um 1720, Dresden, Großer Garten.

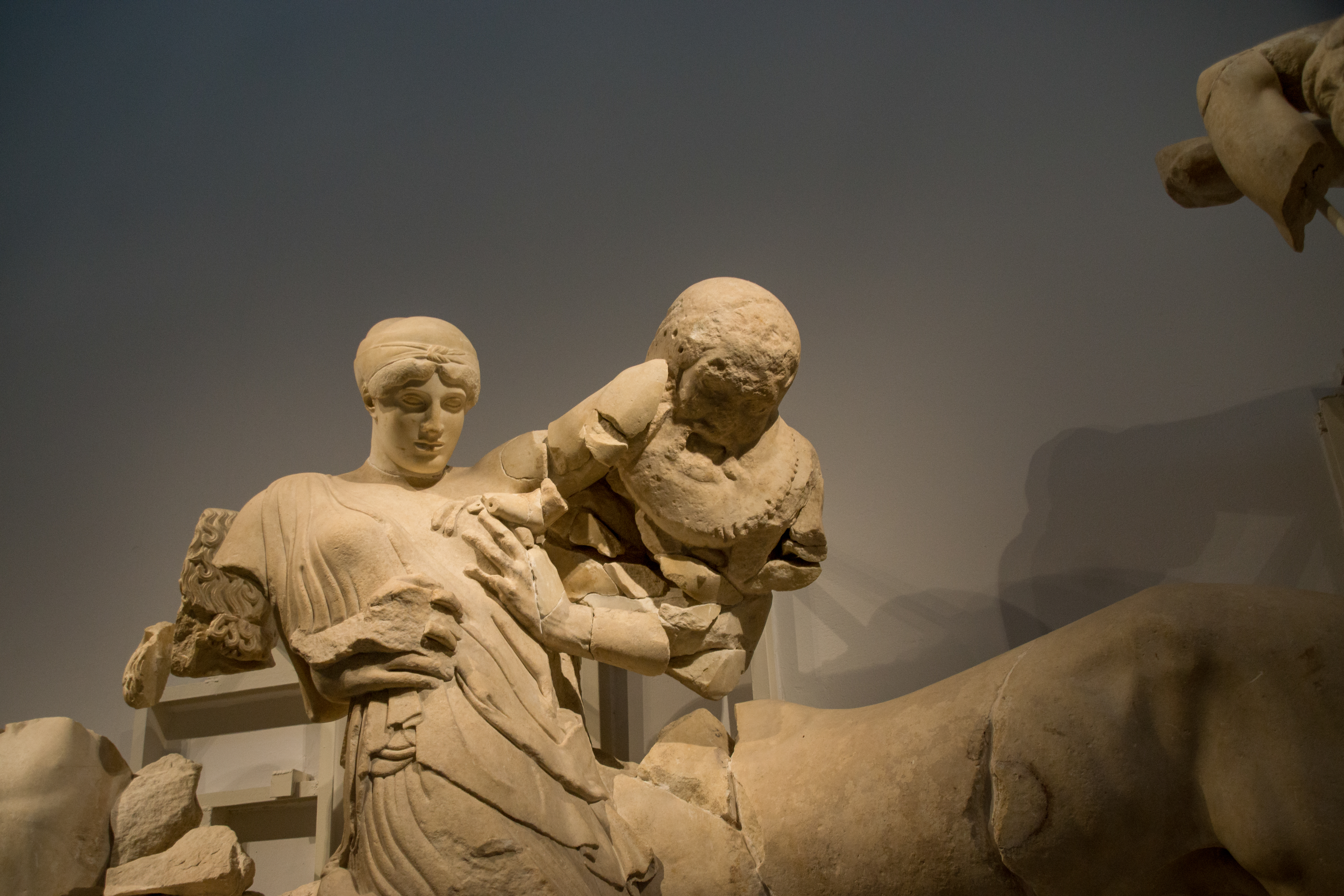
Zeustempel: Eurytion greift nach Hippodameia

- Michelangelo: Kentaurenschlacht, Marmorrelief, je nach Interpretation unterschiedliche Zuordnung Hippodameias zu den dargestellten Frauen.
- Pausanias: Beschreibung von Griechenland, 5. Buch, Elis 1, Kapitel 10, Abschnitt 8, Beschreibung der Darstellung des Mythos im Westgiebel (Tympanon) des Zeustempels in Olympia: Im Giebelfeld hat er (der Bildhauer) den Kampf der Lapithen gegen die Kentauren bei der Hochzeit des Peirithoos dargestellt. Gegen die Mitte des Feldes ist Peirithoos; neben ihm auf der einen Seite Eurytion, wie er die Frau des Peirithoos geraubt hat, und Kaineus, der dem Peirithoos beisteht; auf der anderen Seite Theseus, der mit einem Beile die Kentauren abwehrt; von den Kentauren hat einer eine Jungfrau, der andere einen blühenden Jüngling geraubt. Übersetzung Schubart, online auf google.de/books
- Peter Paul Rubens: Raub der Hippodame, Gemälde, 1636–1638.
- Andreas Wickert: Kampf der Kentauren und Lapithen und der Raub der Hippodameia, silbergefasster Elfenbeinhumpen, 1634, Elfenbeinmuseum Kassel.